# Villanueva del Rosario
Villanueva del Rosario ist ein Dorf und eine Gemeinde (municipio) mit 3.401 Einwohnern (Stand: 2024) in der Provinz Málaga in der Autonomen Region Andalusien im Süden Spaniens. 

## Geographie
Der Ort liegt am Fuß der Sierra Gorda und der Sierra San Jorge und grenzt an die Berge von Málaga. Die Gemeinde grenzt an Alfarnate, Antequera, Archidona, Colmenar und Villanueva del Trabuco. 

## Geschichte
Gemeinsam mit fünf weiteren Ortschaften in der Provinz, welche den Namen Villanueva in ihrem Titel tragen, wurde Villanueva del Rosario im 18. Jahrhundert auf Initiative von Karl III. gegründet, um die Gebiete Andalusiens besser zu erschließen. Das ursprüngliche Dorf geht auf das Jahr 1812 zurück, als es seine Unabhängigkeit von Archidona erlangte, das durch ein königliches Dekret von den Gerichten in Cádiz geschützt wurde, und den Namen Puebla del Saucedo erhielt. Die Einwohner von Archidona leisteten erbitterten und heftigen Widerstand, so dass sich das neue Dorf schließlich an den Rat der königlichen Kammern wenden musste, wo der Streit 1827 beigelegt wurde. Drei Jahre später änderte das Dorf seinen Namen in Villanueva del Rosario.

## Bevölkerungsentwicklung
| 1842  | 1900  | 1950  | 1980  | 1990  | 2000  | 2010  | 2020  |
| ----- | ----- | ----- | ----- | ----- | ----- | ----- | ----- |
| 1.547 | 2.693 | 3.862 | 1.456 | 3.177 | 3.422 | 3.637 | 3.371 |